# Allozauroidy
Allozauroidy (Allosauroidea) – nadrodzina drapieżnych dinozaurów z grupy karnozaurów (Carnosauria); obejmuje ona rodziny allozaurów, karcharodontozaurów, sinraptorów oraz niezaklasyfikowane bliżej rodzaje dinozaurów.
Allozauroidy żyły w okresie jury i kredy na terenach oby Ameryk, Europy i Azji. Najstarszy allozauroid - sinraptor - pojawił się w środkowej jurze.
Były wśród nich największe drapieżniki, jakie kiedykolwiek żyły na Ziemi: giganotozaur (długość ciała 13 m), karcharodontozaur (długość ciała około 13 m).

Porównanie rozmiaru wybranych allozauroidów

## Taksonomia
- Nadrodzina Allosauroidea
  -  ?beklespinaks (Becklespinax)
  - erektopus (Erectopus)
  - Rodzina Allosauridae
    - allozaur (Allosaurus)
    - antrodem (Antrodemus)
    - zaurofaganaks (Saurophaganax)

  - Rodzina Carcharodontosauridae
    - akrokantozaur? (Acrocanthosaurus)
    - karcharodontozaur (Carcharodontosaurus)
    - Podrodzina Giganotosaurinae
      - giganotozaur (Giganotosaurus)
      - mapuzaur (Mapusaurus)
      - Meraxes
      - tyranotytan (Tyrannotitan)

  - Rodzina Sinraptoridae
    - metriakantozaur (Metriacanthosaurus)
    - Sinraptor
    - syczuanozaur (Szechuanosaurus)
    - jangczuanozaur (Yangchuanosaurus)

  - Rodzina Neovenatoridae
    - neowenator (Neovenator)
    - czilantajzaur (Chilantaisaurus)
    - Klad Megaraptora
      - Aerosteon
      - Australovenator
      - Fukuiraptor
      - Megaraptor
      -  ?Orkoraptor